# Igusagrupp
Inom matematiken är en Igusagrupp eller Igusadelgrupp en delgrupp av Siegel-modulära gruppen definierad enligt viisa kongruenskrav. De introducerades av Igusa (1964).

## Definition
Symplektiska gruppen Sp2g(Z) består av matriserna
{\displaystyle {\begin{pmatrix}A&B\\C&D\end{pmatrix}}}
så att ABt och CDt är symmetriska och ADt − CDt = I (identitetsmatrisen). 
Igusagruppen Γg(n,2n) = Γn,2n består av matriserna
{\displaystyle {\begin{pmatrix}A&B\\C&D\end{pmatrix}}}
i Sp2g(Z) så att B och C är 0 mod n, A och D är lika med identitetsmatrisen I mod n och diagonalerna av ABt och CDt är lika med 0 mod 2n. Vi har relationerna Γg(2n)⊆ Γg(n,2n) ⊆ Γg(n) där Γg(n) är delgruppen av matriser lika med identitetsmatrisen modulo n.